# Lycium exsertum
Lycium exsertum ist eine Pflanzenart aus der Gattung der Bocksdorne (Lycium) in der Familie der Nachtschattengewächse (Solanaceae).

## Beschreibung
Lycium exsertum ist ein 1 bis 4 m hoher, offen verzweigter Strauch. Seine Laubblätter sind 5 bis 25 mm lang, 3 bis 8 mm breit und dicht drüsig behaart.
Die Blüten treten in zweierlei Gestalt auf und sind fünfzählig. Der Kelch ist röhrenförmig-glockenförmig und dicht behaart. Die Kelchröhre hat eine Länge von 2,5 bis 6 mm. Die Länge der Kelchzipfel entspricht 1/4 bis der Hälfte der Länge der Kelchröhre. Die Krone ist breit eiförmig oder umgekehrt eiförmig, weißlich, grünlich oder purpur, braun oder blass lavendelfarben gefleckt. Die Länge der Kronröhre beträgt 7 bis 12 mm, die der Kronlappen 1 bis 2 mm. Die Staubbeutel sind in den unten zwei Dritteln des freistehenden Bereiches dicht filzig behaart.
Die Frucht ist eine eiförmige Beere mit einer Länge von 6 bis 8 mm. Sie enthält etwa 20 bis 30 Samen.
Die Chromosomenzahl beträgt 2n = 24 oder 48.

## Vorkommen
Die Art ist in Nordamerika verbreitet und kommt dort in den mexikanischen Bundesstaaten Baja California und Sonora, sowie im US-amerikanischen Bundesstaat Arizona vor.

## Systematik
Innerhalb der Bocksdorne (Lycium) wird die Art nach phylogenetischen Untersuchungen in eine Klade mit anderen nord- und südamerikanischen Arten der Gattung gruppiert. Die Art ist nahe verwandt mit Lycium americanum, Lycium infaustum, Lycium fremontii, Lycium parishii, Lycium texanum, Lycium torreyi, Lycium berlandieri, Lycium andersonii, Lycium elongatum, Lycium athium und Lycium minimum.